# Harlock Saga: Nibelung no Yubiwa
Harlock Saga: Nibelung no Yubiwa (jap. HARLOCK SAGA ニーベルングの指環, Harlock Saga: Nīberungu no Yubiwa) ist ein Manga von Leiji Matsumoto, der auf der Fernsehserie Die Abenteuer des fantastischen Weltraumpiraten Captain Harlock aufbaut. Das 1. Kapitel wurde auch als sechsteilige Original Video Animation durch Bandai Visual umgesetzt.
Das Werk lässt sich den Genre Action, Abenteuer, Drama und Science-Fiction zuordnen.

## Manga
Die Manga adaptiert Richard Wagners Operntetralogie Der Ring des Nibelungen für das Science-Fiction-Universum von Die Abenteuer des fantastischen Weltraumpiraten Captain Harlock. Zu jedem der 4 Teile (Das Rheingold, Die Walküre, Siegfried und Götterdämmerung) sollten je 3 Manga-Bände erscheinen. Zu Götterdämmerung wurden jedoch nur 2 Bände fertiggestellt.

## Anime
1999 wurde von Bandai Visual unter der Regie von Yoshio Takeuchi eine 6-teilige OVA unter dem deutschen Titel Harlock Saga – Der Ring des Nibelungen – Das Rheingold mit dem Untertitel Harlock Saga – Nibelung no Yubiwa – Rhein no Ōgon (ハーロック・サーガ～ニーベルングの指環 ラインの黄金～) zum ersten Manga-Teil produziert. Das Charakterdesign stammt von Hideyuki Motohashi und die künstlerische Leitung übernahm Osamu Honda. Die Serie wurde im gleichen Jahr in Japan veröffentlicht.

### Handlung
In einer fernen Zukunft kämpft der Weltraumpirat Captain Harlock gegen Unterdrückung und außerirdische Invasoren. Nun ist das ganze Universum gefährdet, wenn das Rheingold, ein mächtiges kosmisches Edelmetall in die falschen Hände gerät. Die Zauberin Meeme sieht den Diebstahl voraus und ruft ihre Freunde, Captain Harlock, Weltraumpiratin Esmeraldas und den Erfinder Tochirou Oyama zu Hilfe.
Um das Gold zu nutzen, muss es in Form eines Rings geschmiedet werden. Da diese Technik nur der Astronom Dr. Daiba auf der Erde beherrscht, reist der Dieb des Goldes dorthin. Als Captain Harlock und seine Freunde die Erde erreichen, erfahren sie, dass Dr. Daiba schon lange gestorben ist, seine Fähigkeit aber an seinen Sohn Tadachi Daiba weitergab. Dieser wurde vom Dieb gezwungen, den Ring herzustellen, mit dem er nun mit seiner Flotte auf dem Weg nach Walhalla, dem Zentrum des Universums, ist.

### Stil
Der Zeichenstil des Animes orientiert sich an Produktionen der 70er Jahre, in denen die erste Serie mit Captain Harlock entstand. So werden auch nur wenige Computereffekte verwendet.

### Veröffentlichung
Der Sender Animax strahlte die Serie in Südasien aus, K3 in Katalonien. Der Anime wurde außerdem unter anderem ins Englische, Französische und Italienische übersetzt. Eine deutsche Fassung wurde am 8. Juni 2007 von GIGA TV ausgestrahlt und erschien bei ACOG und OVA Films als Harlock Saga – Der Ring des Nibelungen – Rheingold auf DVD.

### Synchronisation
Die deutsche Synchronisation wurde angefertigt von der Firma Circle of Arts.
| Rolle           | japanischer Sprecher (Seiyū) | deutscher Sprecher       |
| --------------- | ---------------------------- | ------------------------ |
| Captain Harlock | Kouichi Yamadera             | Walter von Hauff         |
| Tadashi Daiba   | Toshihiko Seki               | Hubertus von Lerchenfeld |
| Alberich        | Yoshito Yasuhara             | Marcus Off               |
| Emeraldas       | Masako Katsuki               | Martina Dunker           |
| Meeme           | Kazuko Yanaga                | Melanie Manstein         |
| Tochiro Oyama   | Kouichi Yamadera             | Tobias Lelle             |

### Musik
Die Musik der OVA wurde komponiert von Kaoru Wada. Dabei wurden auch Stücke von Richard Wagner verwendet, so der Ritt der Walküren. Die beiden Abspannlieder sind Aurifer – Yakusoku no Tsuchi e und Druid – Kashi no Ki no Kenja von Nozomi Odagi.

### Rezeption
Die deutsche Fachzeitschrift AnimaniA schreibt vom Anime als einer Mischung von gemächlicher Handlungsentwicklung und epischer Science-Fiction. Daraus ergebe sich eine monumentale Space-Opera mit passenden Klängen von Wagner. Dabei werde sich aber mit der Handlung viel Zeit gelassen und es kämen störend häufig wiederholte Erklärungen vor. Auch konzentriere sich die Geschichte zu Beginn mehr auf Nebencharaktere, die aus anderen Serien von Leiji Matsumoto stammen, sodass Captain Harlock sehr spät ins Rampenlicht trete. Die deutsche Synchronfassung sei gelungen.